# Jelský rajón
Jelský rajón (bělorusky Ельскі район, ukrajinsky Єльський район, rusky Ельский район) je územně-správní jednotkou na jihu Homelské oblasti v Bělorusku. Administrativním centrem rajónu je město Jelsk (bělorusky Ельск, rusky Ельск).

## Geografie
Rozloha rajónu je necelých 1 366 km². Nachází se v Mozyrském Polesí, na jihu hraničí Ukrajinou (délka hranice 85 km), na severu Mazyrským rajónem (délka hranice 65 km), na západě s Lelčyckým rajónem (hraniční délka 36 km) a na východě s Naroŭljanským rajónem (délka hranice 40 km).
Hlavními řekami jsou Slavečna s délkou 37 km a jeho přítoky Čarceň (28 km), Batyŭlja (34 km) a Jasjanec (23 km). Dalšími řekami jsou Žaloň (36 km) a Mytva (8,6 km), které jsou přímými přítoky řeky Pripjať.

## Historie
Rajón byl vytvořen 17. července 1924 jako Karolinskij rajon. Svůj Současný název získal v roce 1931.

## Ekonomika
V rajónu sídlí 5 průmyslových firem: ОАО «Jelskij konsjervnyj zavod», ОАО «Jelskij agrosjervis», ОАО «Jelskij KBO», pobočka RPUP «Mozyrskij DOK» «Jelskaja mjebjelnaja fabrika», KŽEUL «Jelskoje». Skupina zemědělsko-průmyslová se skládá z 6 společných zemědělských unitárních podniků «Dobryň», «Jelsk», «Jelskoje Poljec'je», «Podgalje», «Skorodnjanskij» a státní statek «Kommunist».
Rajón se specializuje na výrobu mléka, masa, obilovin, brambor a kukuřice. Celková plocha osevu těmito šesti zemědělskými organizacemi čítá více než 23 tisíc hektarů.
Realizuje se chov dobytka na maso, v průměru jde o více než 2 600 tun za rok, produkce mléka převyšuje více než 31 000 tun za rok.

## Demografie
Počet obyvatel rajónu čítá 17 839 osob, z toho v městských oblastech žije 9 725 lidí. Celkem je v rajónu 67 osad, z nichž pouze Jelsk je městem.

## Doprava
K dispozici je taxislužba. Autobusy jezdí po trase Rajbolnica – Puškina.

## Známí rodáci
- Michail Anatoljevič Kadyrov – * 28. ledna 1951, doktor zemědělské nauky, profesor. Laureát státní ceny v oblasti vědy a techniky. Od roku 1999 je ředitelem Ústavu pro zemědělství a šlechtění.

- Aljena Daniljuk-Neŭmjaržyckaja – * 27. července 1980 Valaŭsk, bronzová medailistka na Mistrovství světa 2005 ve štafetě 4×100 m, 5. místo na olympijských hrách 2004, finalistka mistrovství Evropy 2005 na 60 m, Mistrně Běloruska z roku 2006.

- Dmitrij Vjačjeslavovič Daškjevič – běloruský politik, politický vězeň.